# Oskar Elofsson
Oskar Elofsson (ur. 24 września 1998 w Limhamn) – szwedzki narciarz dowolny specjalizujący się w jeździe po muldach, olimpijczyk z Pekinu 2022.
Jego starszy brat Felix również uprawia jazdę po muldach.

## Udział w zawodach międzynarodowych
| Impreza                     | Rok  | Gospodarz            | Konkurencja    | Miejsce |                      |      |       |       |     |
| --------------------------- | ---- | -------------------- | -------------- | ------- | -------------------- | ---- | ----- | ----- | --- |
| Impreza                     | Rok  | Gospodarz            | Konkurencja    | Miejsce | Igrzyska olimpijskie | 2022 | Pekin | muldy | 22. |
| Mistrzostwa świata          | 2017 | Sierra Nevada        | muldy          | 47.     |                      |      |       |       |     |
| Mistrzostwa świata          | 2017 | Sierra Nevada        | muldy podwójne | 40.     |                      |      |       |       |     |
| Mistrzostwa świata          | 2019 | Deer Valley          | muldy          | 21.     |                      |      |       |       |     |
| Mistrzostwa świata          | 2019 | Deer Valley          | muldy podwójne | 10.     |                      |      |       |       |     |
| Mistrzostwa świata          | 2021 | Ałmaty               | muldy          | 26.     |                      |      |       |       |     |
| Mistrzostwa świata          | 2021 | Ałmaty               | muldy podwójne | 8.      |                      |      |       |       |     |
| Mistrzostwa świata juniorów | 2016 | Åre                  | muldy          | 14.     |                      |      |       |       |     |
| Mistrzostwa świata juniorów | 2016 | Åre                  | muldy podwójne | 16.     |                      |      |       |       |     |
| Mistrzostwa świata juniorów | 2017 | Chiesa in Valmalenco | muldy          | 37.     |                      |      |       |       |     |
| Mistrzostwa świata juniorów | 2017 | Chiesa in Valmalenco | muldy podwójne | 7.      |                      |      |       |       |     |